# 넥서스 플레이어
넥서스 플레이어(Nexus Player)는 구글, 인텔 및 에이수스가 공동 개발한 디지털 미디어 플레이어이다. 구글 넥서스 소비자 기기 제품군의 두 번째 미디어 플레이어였다. 본래 안드로이드 5.0 ("롤리팝") 운영체제를 구동했으며, 안드로이드 TV 플랫폼을 채택한 최초의 기기였다. 넥서스 플레이어는 크롬캐스트에서 처음 도입된 TV에서 미디어 재생을 선택하고 제어하는 기능인 구글 캐스트를 지원한다. 넥서스 플레이어의 판매는 2016년 5월에 중단되었고, 제품 지원은 2018년 3월에 종료되었다.

## 역사
넥서스 플레이어는 2014년 10월 15일에 공개되었고, 이틀 뒤 구글 플레이 스토어에서 99달러에 사전 주문할 수 있게 되었다. 이후 미국 내 소매점에서도 구매할 수 있게 되었다.
2016년 5월 24일, 구글은 넥서스 플레이어의 직접 판매를 중단했다. 2017년 5월, 구글은 구글 어시스턴트가 그해 말 넥서스 플레이어에 출시될 것이라고 발표했다. 2017년 11월, 기기는 월간 보안 업데이트를 통해 구글 어시스턴트 기능으로 업데이트되었다. 2018년 3월, 구글은 넥서스 플레이어가 안드로이드 9 파이를 받지 않을 것이며, 기기에 대한 보안 업데이트도 종료되었음을 확인했다.
2018년 8월, 안드로이드 헤드라인즈는 일부 넥서스 플레이어 사용자들이 작동 불능 상태가 되는 문제에 직면했다고 보도했다.

## 하드웨어
1.8 GHz 쿼드코어 인텔 아톰 Z3560 프로세서에 1 GB의 LPDDR3 RAM과 8 GB의 내부 eMMC 스토리지가 탑재되었다.

## 리모컨
넥서스 플레이어는 방향 패드 및 중앙 엔터 버튼, 뒤로 가기, 홈, 재생/일시 정지 버튼이 있는 블루투스 리모컨과 함께 번들로 제공된다. 또한 리모컨에 내장된 마이크를 통해 음성으로 콘텐츠를 검색할 수 있도록 구글 검색 애플리케이션을 활성화하는 버튼도 있다. 이 장치는 구글 플레이 서비스를 사용하는 모든 안드로이드 스마트폰으로도 제어할 수 있다. 이 앱에는 호환되는 스마트워치에서 원격 입력을 허용하는 웨어 OS 앱도 포함되어 있다.

## 기능
넥서스 플레이어와 안드로이드 TV는 소비자가 HDTV를 사용하여 음악을 재생하고, 인터넷 서비스나 로컬 네트워크에서 비디오를 시청하고, 게임(비디오 게임 콘솔 에뮬레이터 및 안드로이드 게임)을 즐길 수 있도록 한다. 기본 인터페이스는 D-패드 다이얼과 5개의 버튼이 있는 리모컨으로 조작된다. 리모컨에는 지원되는 앱 및 주 시스템 인터페이스 내에서 음성 검색 기능을 위한 마이크도 포함되어 있다. 안드로이드 TV는 시스템 인터페이스/애플리케이션과 상호 작용하고 게임을 플레이하기 위해 블루투스 게임 컨트롤러와 페어링할 수 있다. 안드로이드 TV에는 크롬캐스트 기기의 모든 기능과 스트리밍 기능도 포함되어 있다.
- 사용자는 사용자 인터페이스를 통해 직접 구글 플레이 스토어에 접속하여 영화, TV 프로그램 대여/구매 및 음악 스트리밍을 할 수 있다.
- 구글의 라이브 채널(Live Channels)을 통해 사용자는 HDHomeRun TV 튜너와 TV 가이드 기능을 포함한 미디어 소스에서 스트리밍할 수 있다.
- 코디를 통해 사용자는 코디(이전 XBMC)를 통해 사용할 수 있는 다양한 애플리케이션 및 콘텐츠에 액세스할 수 있다.
- 넷플릭스
- 훌루 플러스
- 유튜브
- TED
- HDHomeRun 앱
- VLC 미디어 플레이어
- FX 나우
- 슬링 TV
- 디즈니 무비 애니웨어
- 크래클
- Epix
- 플렉스
- HGTV 시청
- PBS 키즈 비디오
- CNET
- CBS 뉴스
- 블룸버그 TV+
- 허프포스트 라이브 (안드로이드 TV용)
- TuneIn 라디오
- 아이하트라디오
- 송자 TV
- CBS 스포츠
- 레드 불 TV
- MLB.TV
- Vevo
- 쇼타임
- 비메오
- 부두

## FCC 문제
초기 판매 기간 동안 넥서스 플레이어는 FCC 인증을 통과하지 못해 구글 플레이 스토어에서 판매가 중단되었다. 이틀 후, 기기는 해당 인증을 받은 후 플레이 스토어로 다시 돌아왔다.

## 같이 보기
- 넥서스 Q
- 크롬빗
- 애플의 유사 제품인 Apple TV
- Roku, Inc.의 유사 제품인 로쿠
- 아마존의 유사 제품인 아마존 파이어 TV